# Wayne Krantz
Wayne Krantz (Corvallis (Oregon), 26 juli 1956) is een Amerikaanse jazzrockgitarist en componist. Hij heeft opgetreden en opgenomen met Steely Dan, Michael Brecker, Donald Fagen, Billy Cobham, Chris Potter, David Binney en Carla Bley. Sinds het begin van de jaren 1990 richtte hij zich vooral op zijn solocarrière, meestal als leider van een trio.

## Biografie
Krantz, geboren in Corvallis, Oregon, werd op 14-jarige leeftijd geïnspireerd om gitaar te spelen, nadat hij The Beatles had gehoord. Hoewel hij in country- en rockbands speelde, hoorde hij jazz via de albumcollectie van zijn vader. Hij zat in een band met Bill Frisell en ging op tournee met Carla Bley. Hij bracht zijn debuut soloalbum Signals uit in 1991. Hij vormde een trio met Lincoln Goines en Zach Danziger, vervolgens met Tim Lefebvre en Keith Carlock. Hij heeft ook samengewerkt met Billy Cobham, Michael Brecker, Chris Potter en Steely Dan. Krantz tekende bij platenlabel Abstract Logix om zijn eerste studio-plaat in meer dan vijftien jaar uit te brengen. Krantz Carlock Lefebvre (2009) werd opgenomen in een trio met Lefebvre en Carlock. In 2012 bracht Krantz Howie 61 uit (een verwijzing naar Bob Dylan's Highway 61 Revisited) met John Patitucci, Charley Drayton, Tal Wilkenfeld, Vinnie Colaiuta, Anton Fig, Jeremy Stacey, Paul Stacey, Pino Palladino, Gabriela Anders, Kenny Wollesen, Nate Wood, Henry Hey en Owen Biddle.

## Discografie

### Als leader
- 1990: Signals (Enja Records)
- 1993: Long to Be Loose (Enja Records)
- 1995: 2 Drink Minimum (Enja Records)
- 1996: Separate Cages met Leni Stern (Alchemy)
- 1999: Greenwich Mean (zelf gepubliceerd)
- 2002: Your Basic Live (zelf gepubliceerd)
- 2007: Your Basic Live '06 (zelf gepubliceerd)
- 2009: Krantz Carlock Lefebvre (Abstract Logix)
- 2012: Howie 61 (Abstract Logix)
- 2014: Good Piranha/Bad Piranha (Abstract Logix)

### Als sideman
Met Gabriela Anders
- 2004 Last Tango in Rio
- 2009 Bossa Beleza

Met Fahir Atakoglu
- 2008 Istanbul in Blue
- 2010 Faces & Places

Met Victor Bailey
- 1989 Bottom's Up
- 1999 Low Blow

Met David Binney
- 2002 Balance
- 2010 Aliso
- 2011 Graylen Epicenter
- 2014 Anacapa

Met Michael Formanek
- 1990 Wide Open Spaces
- 1992 Extended Animation

Met Leni Stern
- 1988 Secrets
- 1990 Closer to the Light
- 1992 Ten Songs
- 1998 Recollection

Met anderen
- 1989 Full Moon Dancer, Harvie Swartz
- 1992 Yin-Yang, Steps Ahead
- 1997 Glub Glub, Vol. 11, Michael Leonhart
- 2006 Morph the Cat, Donald Fagen
- 2006 Underground, Chris Potter
- 2009 Days in the Life, Robby Ameen
- 2010 Bada Boom, Ranjit Barot
- 2011 The Age We Live In, John Escreet
- 2012 Dirty and Beautiful Vol. 2, Gary Husband

- Bibliothèque nationale de France: cb139877441 (data)
- CiNii: DA16806647
- Gemeinsame Normdatei: 13476689X
- International Standard Name Identifier: 0000 0000 5516 5348
- Library of Congress Control Number: no96054837
- MusicBrainz: 9a65e3a2-b905-49d1-beca-d3872a57504d
- Nationale Bibliotheek van Israël: 987007345604705171
- Virtual International Authority File: 22337016
- WorldCat: E39PBJgtcW9w88B9D8QpkJfDv3